# Idiolekt
En idiolekt er en enkeltpersons særlige variant af et sprog. Ordet er en nydannelse af græsk ἴδιος ídios "egen" og λέγειν légein "tale" (jf. dialekt, sociolekt).

## References
1. ↑  Politikens Nudansk Ordbog med etymologi, 3. udgave
2. ↑  "idiolekt" i Den Danske Ordbog

| Sprog | Spire Denne artikel om sprog er en spire som bør udbygges. Du er velkommen til at hjælpe Wikipedia ved at udvide den. |